# Mary Mellish (soprano)
Ne doit pas être confondue avec l'éducatrice canadienne Mary Mellish.
Mary Mellish, née Mary Flannery, née en 1890  à Albany aux États-Unis et morte le 30 janvier 1955 dans la même ville, était une soprano d'opéra et une actrice de comédie musicale américaine. Elle s'est produite six saisons durant au Metropolitan Opera de 1918 à 1924. En 1925, elle crée le rôle de Catherine la Grande dans la comédie musicale Natja de Harry B. Smith (en).

## Jeunesse et carrière
Mary Mellish naît à Albany en 1890. Elle suit ses études à la St. John's Academy de sa ville natale, où elle commence sa formation musicale de pianiste. Elle épouse Jay A Mellish à Manhattan le 28 avril 1909, dont elle partage la vie jusqu'à la mort de son époux dans un incendie en novembre 1927.
Elle complète sa formation à la Von Ende School of Music sur la 85e rue à New York, elle y est l'élève d'Adrienne Remenyi Von Ende (fille du violoniste et compositeur Ede Reményi). Elle travaille ensuite le chant à New York avec Estelle Liebling (en), et les lieder allemands avec le compositeur et pianiste Richard Epstein (1869-1919).
Elle chante avec l'Oratorio Society of New York (en) avant sa carrière de soliste. Elle donne sa première représentation au Carnegie Hall en mars 1919, interprétant la valse de Musetta « Quando men vo » de La Bohème. En 1920, elle donne un récital de chants à l'Aeolian Hall qui comprend des airs de Georg Friedrich Haendel, Jean-Baptiste Lully et Wolfgang Amadeus Mozart. En 1922, elle est soliste soprano dans un concert d'airs d'opéra avec le City Symphony Orchestra au Century Theatre.

## Metropolitan Opera

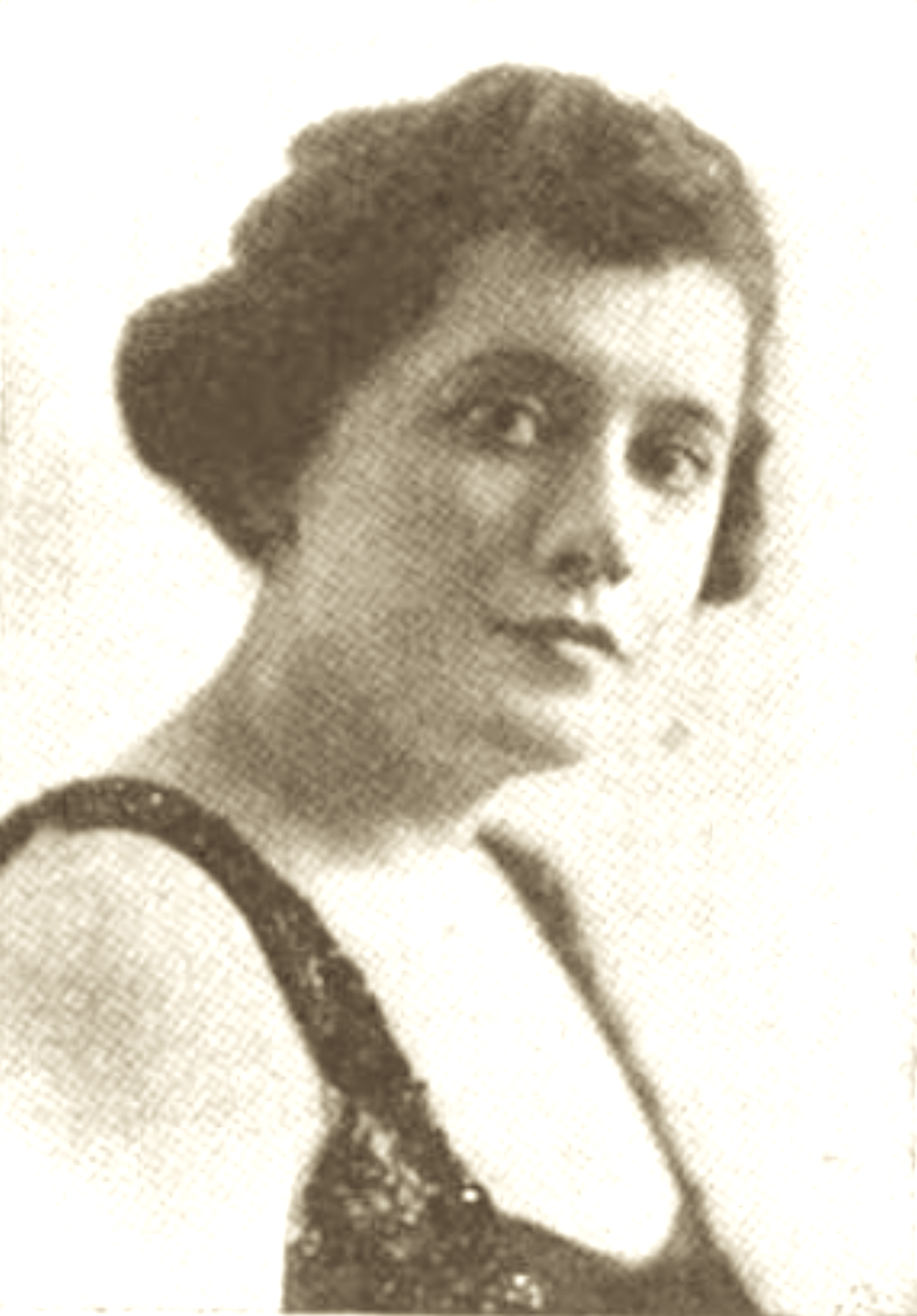
Marie Mellish, photographie de 1921.

Elle est engagée au Metropolitan Opera de 1918 à 1924 où elle joue 20 rôles différents lors de 107 représentations au Metropolitan Opera House sur la 39e Rue. Elle fait ses débuts au Met dans le rôle de Xenia dans Boris Godounov de Modest Mussorgsky le 25 novembre 1918, avec Adamo Didur dans le rôle-titre et Gennaro Papi à la tête de l'orchestre. Elle tient le rôle de la Seconde Jeunesse dans la première américaine de La reine Fiammette (en) de Xavier Leroux et crée le rôle du Bonheur dans la première mondiale de L'oiseau bleu (en) d' Albert Wolff le 27 décembre 1919.
Bien qu'elle se spécialise dans les rôles de comprimario, elle obtient parfois des rôles plus importants tels que le rôle-titre du Coq d'or qu'elle interprète au Met le 29 mars 1924. Parmi ses autres rôles, citons Nella dans Gianni Schicchi, une lycéenne dans Shanewis, la servante dans L'amore dei tre re, Frasquita dans Carmen, Dolcina dans Suor Angelica, un enfant de chœur dans Le Prophète, la comtesse Ceprano dans Rigoletto, une jeune fille aux fleurs dans Parsifal, Javotte dans Manon, Marguerite dans Louise, un page dans Lohengrin, Helmwige dans La Walkyrie et Musetta dans La Bohème. Sa dernière apparition sur la scène du Met a lieu lors d'un concert de gala le 6 avril 1924 où elle interprète l'air de Micaela, « Je dis que rien ne m'épouvante » dans Carmen.

## Dernières années
En 1925, elle crée le rôle de Catherine la Grande dans la comédie musicale Natja de Harry B. Smith, jouée à Broadway au Théâtre Knickerbocker. En 1929, elle est engagée par la Philadelphia Grand Opera Company où elle interprète Musetta de Puccini.
En 1941, son autobiographie A Singer's Life: Sometime I Reminisce, est publiée par G. P. Putnam's Sons. Son second époux, William Boyce Eakin, décède en 1951.
Elle meurt le 30 janvier 1955 à Albany, New York,.